# Carrhotus erus
Carrhotus erus är en spindelart som beskrevs av Jastrzebski 1999. Carrhotus erus ingår i släktet Carrhotus och familjen hoppspindlar. Inga underarter finns listade.